# Nagroda Aniary
Nagroda Aniary (szw. Aniarapriset) – szwedzka nagroda literacka, ufundowana w 1974 roku i przyznawana przez Szwedzkie Stowarzyszenie Bibliotek. Inicjatorem nagrody był Bengt Holmström, bibliotekarz z Malmö.
Przyznawana jest co roku szwedzkojęzycznym twórcom literatury pięknej dla dorosłych przez trzyosobowe jury powoływane na trzy lata kalendarzowe. Kwota nagrody wynosi 50 000 koron szwedzkich.
Nazwa nagrody nawiązuje do poematu Aniara Harry'ego Martinsona.

## Laureaci[2]
- 1974 – Per Jersild
- 1975 – Göran Sonnevi
- 1976 – Per Olov Enquist
- 1977 – Göran Palm
- 1978 – Tora Dahl(inne języki)
- 1979 – Lars Ardelius(inne języki)
- 1980 – Erik Beckman
- 1981 – Birgitta Trotzig
- 1982 – Lars Norén
- 1983 – Gunnel Ahlin(inne języki) i Lars Ahlin
- 1984 – Torgny Lindgren
- 1985 – Tomas Tranströmer
- 1986 – Olof Lagercrantz(inne języki)
- 1987 – Göran Tunström
- 1988 – Karl Vennberg
- 1989 – Kerstin Ekman
- 1990 – Niklas Rådström(inne języki)
- 1991 – Sara Lidman
- 1992 – Werner Aspenström
- 1993 – Sven Lindqvist
- 1994 – Eva Ström(inne języki)
- 1995 – Bo Carpelan
- 1996 – Bodil Malmsten
- 1997 – Willy Kyrklund
- 1998 – Lennart Sjögren(inne języki)

- 1999 – Birgitta Stenberg
- 2000 – Jesper Svenbro
- 2001 – Agneta Pleijel
- 2002 – Elsie Johansson(inne języki)
- 2003 – Lars Gustafsson
- 2004 – Elisabeth Rynell(inne języki)
- 2005 – Monika Fagerholm
- 2006 – Magnus Florin(inne języki)
- 2007 – Tua Forsström
- 2008 – Anne-Marie Berglund(inne języki)
- 2009 – Erik Eriksson(inne języki)
- 2010 – Ann Jäderlund(inne języki)
- 2011 – Kristian Lundberg(inne języki)
- 2012 – Bruno K. Öijer(inne języki)
- 2013 – Jonas Hassen Khemiri
- 2014 – Kjell Westö
- 2015 – Sara Stridsberg
- 2016 – Claes Andersson
- 2017 – Johannes Anyuru(inne języki)
- 2018 – Eva-Stina Byggmästar(inne języki)
- 2019 – Mirja Unge[3]
- 2020 – Lina Wolff[4]
- 2021 – Thomas Tidholm(inne języki)[5]
- 2022 – Hans Gunnarsson(inne języki)[6]
- 2023 – Karolina Ramqvist(inne języki)[7]